# Brezovica pri Dobu
Brezovica pri Dobu este o localitate din comuna Domžale, Slovenia, cu o populație de 55 de locuitori.